# ملی‌گرایی گالیسیایی
ملی‌گرایی گالیسیایی (انگلیسی: Galician nationalism) شکلی از ملی‌گرایی است که بیش تر در گالیسیا ایجاد شده‌است و ادعا می‌کند که گالیسیایی‌ها یک ملت هستند و یکپارچگی فرهنگی گالیسیایی را ترویج می‌کند. جنبش سیاسی به عنوان ملی‌گرایی گالیسیایی نوین در آغاز قرن بیستم از ایده گالیسیانیسم (Galicianism) متولد شد.

Galicia within the Iberian peninsula.

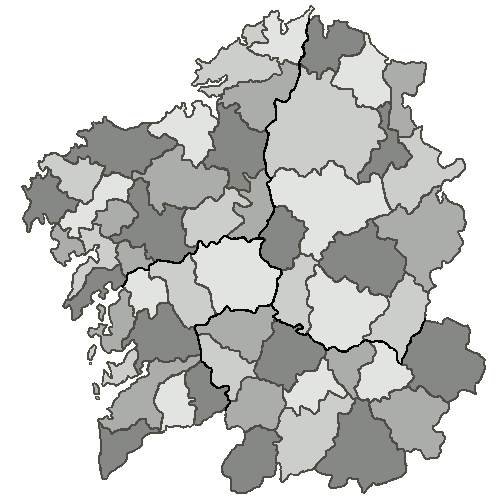
Map of Galician Comarcas (shires)

Socialist Nationalist Galician flag, also called Bandeira da Pátria or Estreleira

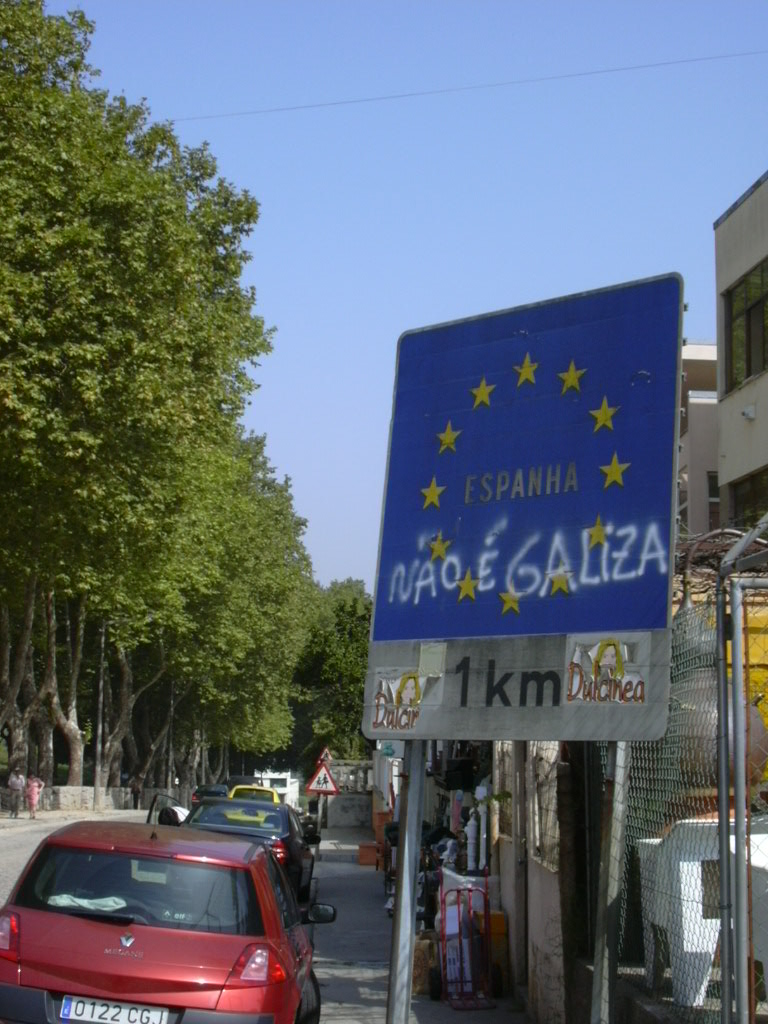
Roadsign at the Galician-Portuguese border where Espanha - não é Galiza ("Spain - is not Galicia") can be read